# Hauptstraße 22 (Volkach)

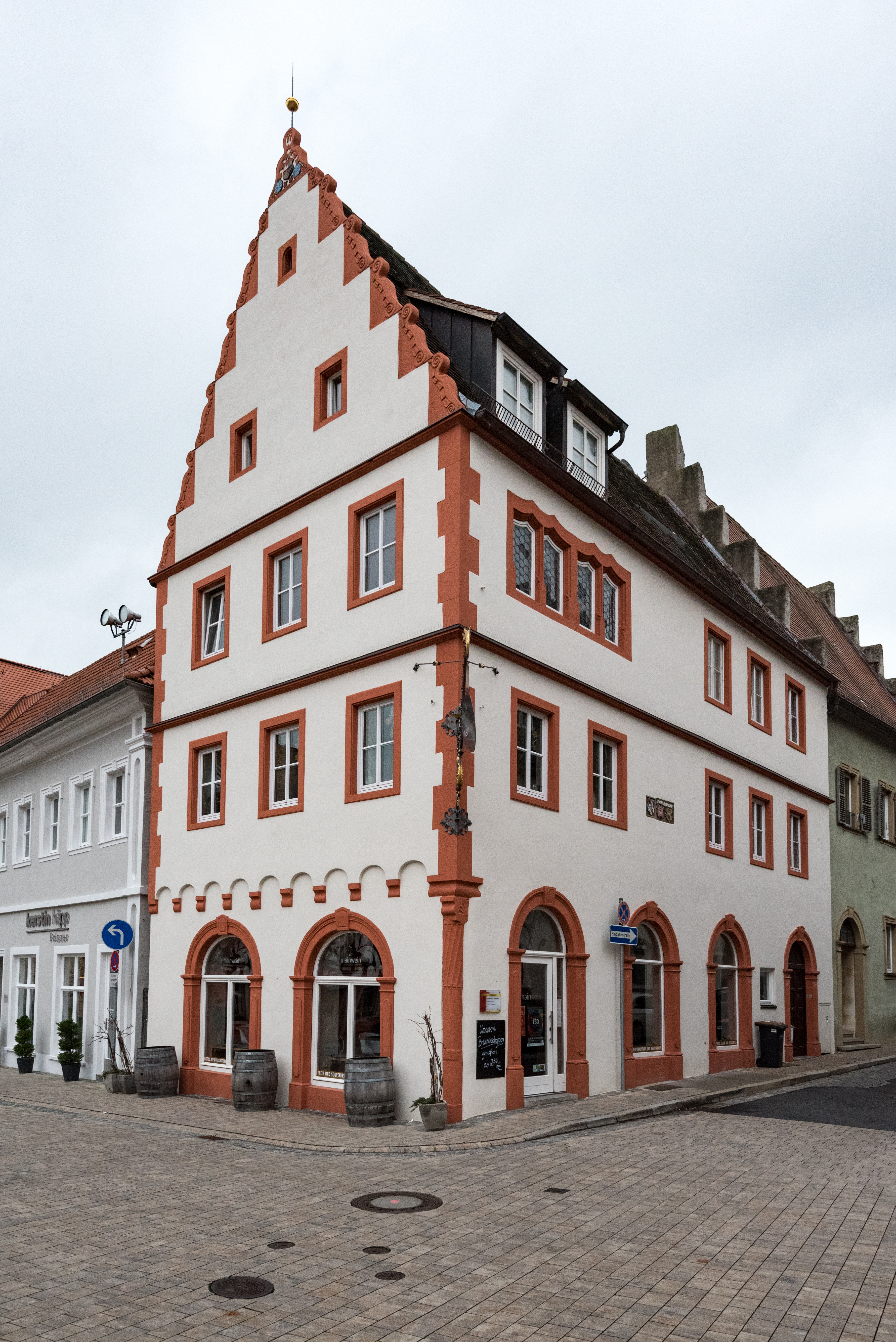
Das Haus Hauptstraße 22

Das Haus Hauptstraße 22 (früher Hausnummer 319) ist ein denkmalgeschütztes Gebäude in der Kernstadt des unterfränkischen Volkach. Das Haus wurde lange Zeit als Marktapotheke genutzt.

## Geschichte
Das Gebäude wurde wohl in der zweiten Hälfte des 15. Jahrhunderts errichtet. Eine Inschrift in der Giebelspitze des Hauses wurde mit dem Wappen des Würzburger Fürstbischofs Friedrich von Wirsberg verziert, der bis zu seinem Tod 1573 über die Stadt regierte. Ein weiterer Wappenstein an der Längsseite des Hauses zeigt dagegen die Jahreszahl 1574 mit dem Wappen des Wirsberg-Nachfolgers Julius Echter von Mespelbrunn. In welchem Zusammenhang das repräsentative Haus direkt am Marktplatz entstand, ist unklar.
Im Inneren des Hauses hat sich eine weitere Inschrift erhalten, die mit der Jahreszahl 1653 verziert wurde. Damals lebten in dem Haus ein unbekanntes Ehepaar S., dessen Vornamen mit H bzw. K begannen. Erst gegen Ende des 17. Jahrhunderts sind die Bewohner des Hauses namentlich fassbar. 1689 bezog der Apotheker Bonifatius Sennfelder das sogenannte „Wohnhaus am Markt“ und richtete hier ein Geschäft ein. Die medizinische Grundversorgung Volkachs war im Dreißigjährigen Krieg zusammengebrochen und so erfüllte der Apotheker eine wichtige Funktion.
Sennfelder lebte noch 1713 in dem Haus, das inzwischen auf 350 Gulden taxiert worden war. Er übergab sein Geschäft wohl in der Folgezeit an Johann Steiglehner, der ebenfalls Apotheker war. Er verstarb aber bereits vor 1730 und seine Witwe gab das Haus an ihren Sohn Johann Michael Steiglehner Junior weiter. Der Apothekenbetrieb wurde von Steiglehner Junior ebenfalls weitergeführt. Im Jahr 1771 gelangte Johann Sebastian Demling in den Besitz des Hauses, 1773 hatte seine Witwe Catharina Barbara Demling das Haus inne.
Im Jahr 1784 lebte der Kaufmann Michael Jeßberger in dem Haus und betrieb im Erdgeschoss eine Handlung. 1803 war das Haus in ein Wohnhaus umgewandelt und wurde von Georg Kaiser Senior bewohnt. 1811 betrieb Johann Ott ein Geschäft im Haus. Bei einer Beschreibung im Jahr 1815 wurde das Haus näher beschrieben. Es war mit einem Keller ausgestattet, in dem eine Kelter stand. Dies gibt Hinweis darauf, dass die Besitzer neben ihren Geschäften auch noch Weinbau betrieben.
1815 hatte der Drechsler Georg Adam Lachner das Haus erworben und betrieb wohl eine Drechslerei in den Räumlichkeiten. Sein Sohn Georg Lachner war 1839 im Besitz des Hauses, er vererbte es vor 1852 an Michael Lachner II. Noch 1907 war es im Besitz der Familie Lachner. Im gleichen Jahr erwarb der Drechsler Hans Jacob das Haus und richtete hier einen Holz- und Zigarettenhandel ein. Das Geschäft wurde von Josef Weiss fortgeführt.
Die Kitzinger Drogerie Friedrich Loy richtete 1926 eine Filiale in dem Haus am Markt ein. Im Jahr 1965 wurde das alte Haus weitgehend abgerissen und alles oberhalb des Kellers historisierend wieder aufgebaut. Anschließend zog wiederum eine Apotheke in die Räumlichkeiten ein. Mit der Zunahme des Tourismus in der Volkacher Altstadt gelangte 2001 ein Geschenkeladen in das Haus. Heute besteht in den Räumlichkeiten ein Bistro mit Vinothek.

## Beschreibung
Die ehemalige Marktapotheke wird vom Bayerischen Landesamt für Denkmalpflege als Baudenkmal geführt. Es präsentiert sich als dreigeschossiger Satteldachbau in Ecklage. Das Haus wurde giebelständig errichtet und zeigt mit seinem repräsentativen Volutengiebel in Richtung Rathaus. Die Obergeschosse kragen leicht nach vorne, wobei das erste Geschoss mit einem Rundbogenfries auf Konsolen ausgestattet wurde. Das zweite Geschoss ist durch ein umlaufendes Gesims zu unterscheiden.

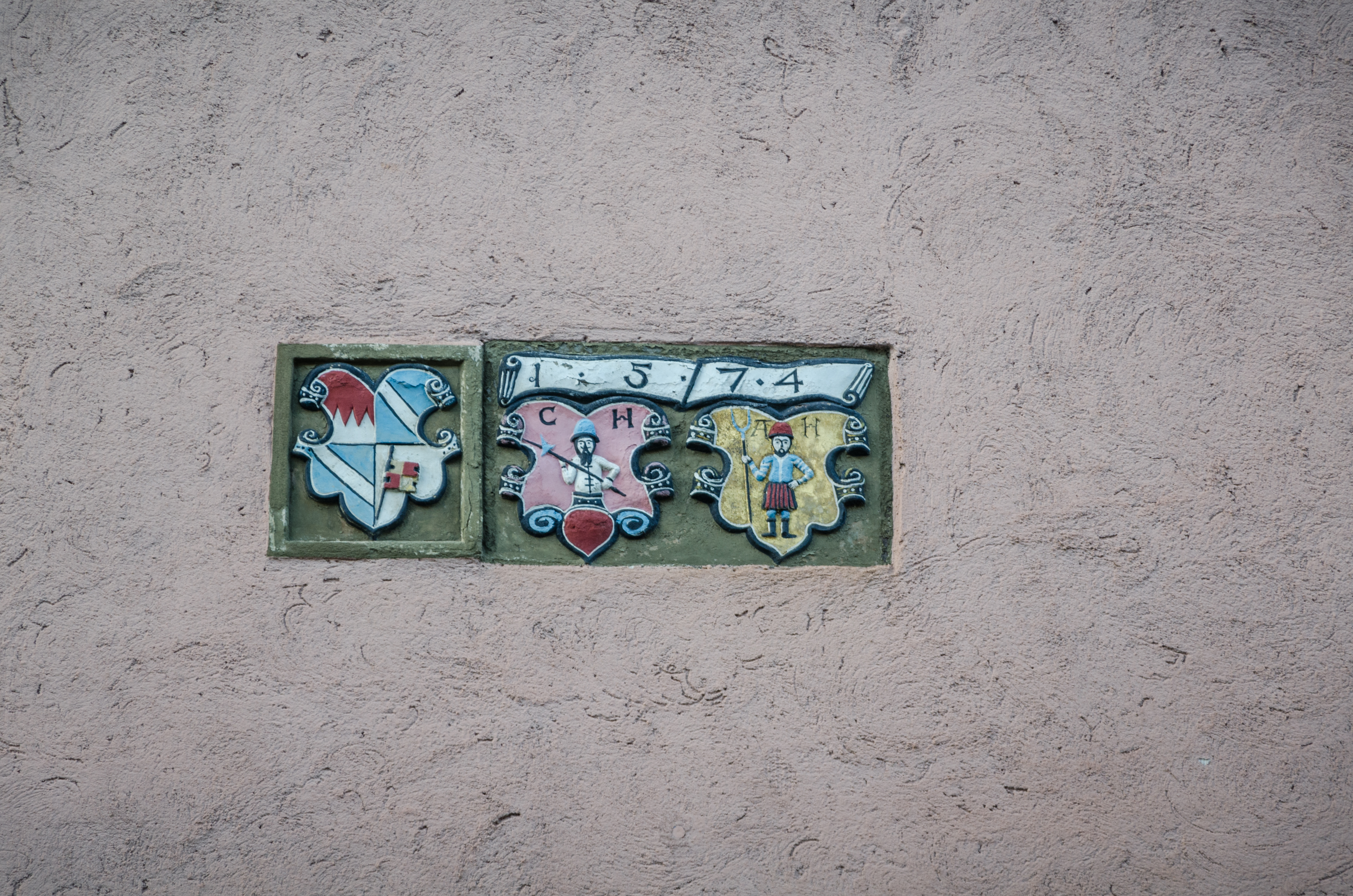
Der Inschriftenstein mit dem Echter-Wappen

Die Details der Fenster und Dachgauben wurden im Zuge der Renovierung in den 1960er Jahren vereinheitlicht. So weist das Haus heute insgesamt sechs Schaufensterflächen mit historisch anmutenden Rahmungen auf. Die Fenster sind zumeist in schlichten Rechteckrahmen gehalten, lediglich im zweiten Obergeschoss schuf man ein geschwungenes, vierbahniges Fenster. Ursprünglich waren auch im Erdgeschoss Fenster zu finden, die mit geohrten Rahmungen ausgestattet waren.
Im ersten Obergeschoss ist ein bauzeitlicher Inschriftenstein zu finden. Er wurde mit der Jahreszahl „1 • 5 • 7 • 4“ verziert. Darunter sind zwei bunte Bürgerwappen zu erkennen, auf denen unter den Initialen CH und AH zwei lanzenbewehrte Figuren angebracht wurden. Daneben ist das Wappen des Fürstbischofs Julius Echter von Mespelbrunn zu sehen. Es verlor allerdings bei einer Renovierung im 20. Jahrhundert seine charakteristischen Ringe, sodass nur noch aufgrund der Jahreszahl auf den Fürstbischof geschlossen werden kann.
Der wohl ältere Hinweis auf die Würzburger Fürstbischöfe ist im Giebel des Hauses zu finden. Es handelt sich um das Wappen des Fürstbischofs Friedrich von Wirsberg mit den zinnenbewehrten Mauern. Darunter wurden als Verzierung zwei Blumenräder und zwei kleine, rot gefasste Wappen angebracht. Eine Inschrift lautet: „ANNO • DOMINI • MANE TINA • ETERNV“. Eine Steintafel im Inneren des Hauses hat die Inschrift „IHS/ GOT IM HIMEL ALL DIE EHR/ DEN MENSCHEN FRID AMEN/ 16~53/ LDM“. Zwei Herzen im Lorbeerkranz weisen auf die Bewohner hin.